# Жилой дом на Котельнической набережной
Жило́й дом на Котельническо́й на́бережной — одна из семи реализованных сталинских высоток в Москве. Здание расположено близ места слияния Яузы с Москвой-рекой таким образом, что два боковых корпуса стоят вдоль Котельнической и Подгорской набережных. Высотка строилась как «город в городе» в 1938—1940 и 1948—1952 годах. Авторы проекта — архитекторы Дмитрий Чечулин и Андрей Ростковский, а главный инженер — Л. М. Гохман.
Центральный высотный корпус насчитывает 32 этажа, его высота вместе со шпилем составляет 176 м, этажность боковых корпусов — от 8 до 10. Изначально в доме было 540 квартир.

## Проектирование и строительство

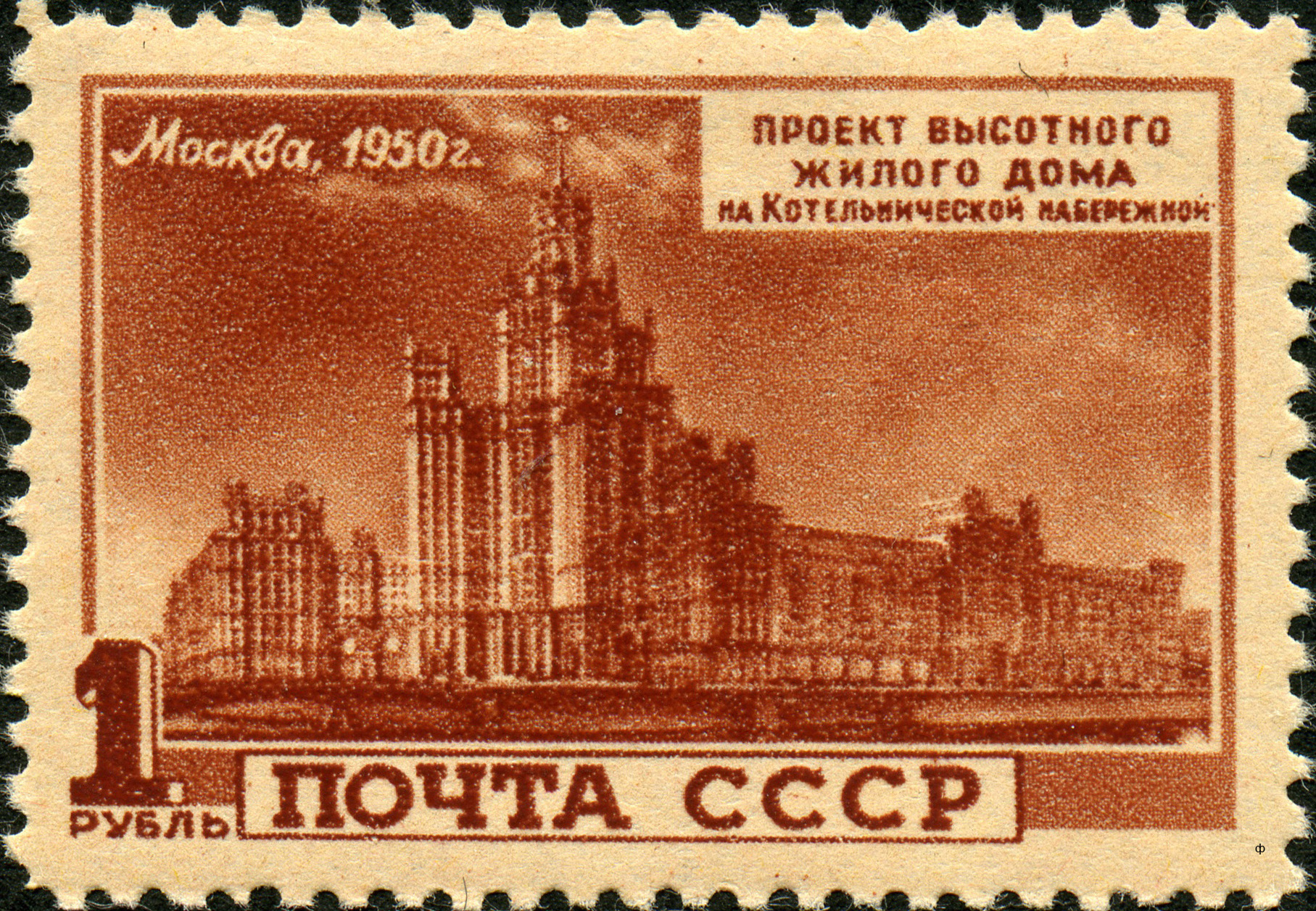
Проект дома на советской марке

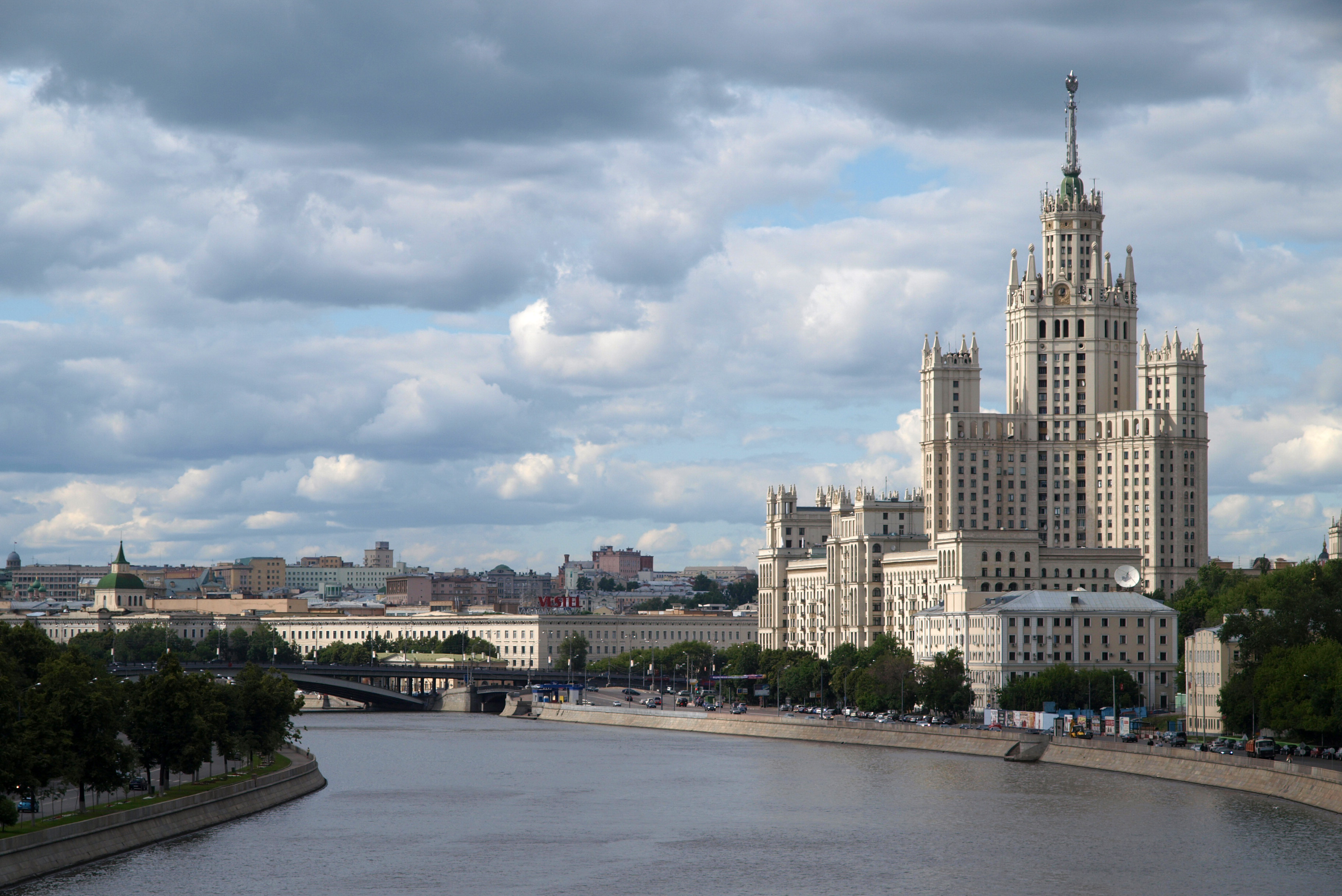
Вид на высотку со стороны Москвы-реки, 2008 год

### Разработка проекта
Отечественные архитекторы начали активно обсуждать возможность строительства в Москве высотных зданий вскоре после Революции 1917 года. За непродолжительное время были предложены многочисленные идеи, в частности — проект небоскрёба ВСНХ на Лубянской площади, выполненный Владимиром Кринским в 1923 году. Возможность создания в городе высоток была официально одобрена советским правительством в рамках Генплана реконструкции Москвы 1935 года. Согласно документу, рядом с Кремлём предполагалось построить высотный Дворец Советов, а по городу — ещё несколько домов повышенной этажности в едином стиле, которые бы стали новыми архитектурными доминантами столицы.
Под одно такое здание отводилась территория близ слияния Яузы с Москвой-рекой, и в середине 1930-х годов архитекторы Дмитрий Чечулин и Андрей Ростковский предложили свой проект на конкурс, который получил одобрение правительства. Особенностью их варианта был центральный корпус, в котором насчитывалось 24 этажа.
Строительство первого корпуса в первоначальном виде, расположенного вдоль Котельнической набережной, началось в 1938 году и завершилось два года спустя. Но с началом Второй мировой войны советское правительство прекратило работу над дорогостоящим проектом. Вскоре после окончания Великой Отечественной руководство страны одобрило возобновление строительства. Согласно постановлению Совета Министров СССР «О строительстве в г. Москве многоэтажных зданий», следовало достроить к существовавшему дому на Котельнической набережной высотный 16-этажный корпус. За проектирование и строительные работы отвечало Министерство внутренних дел и лично министр Сергей Круглов. Постановление подписал 13 января 1947 года Секретарь ЦК ВКП(б) Иосиф Сталин. Официально высотка была заложена вместе с другими 7 сентября 1947 года — в день празднования 800-летия Москвы.

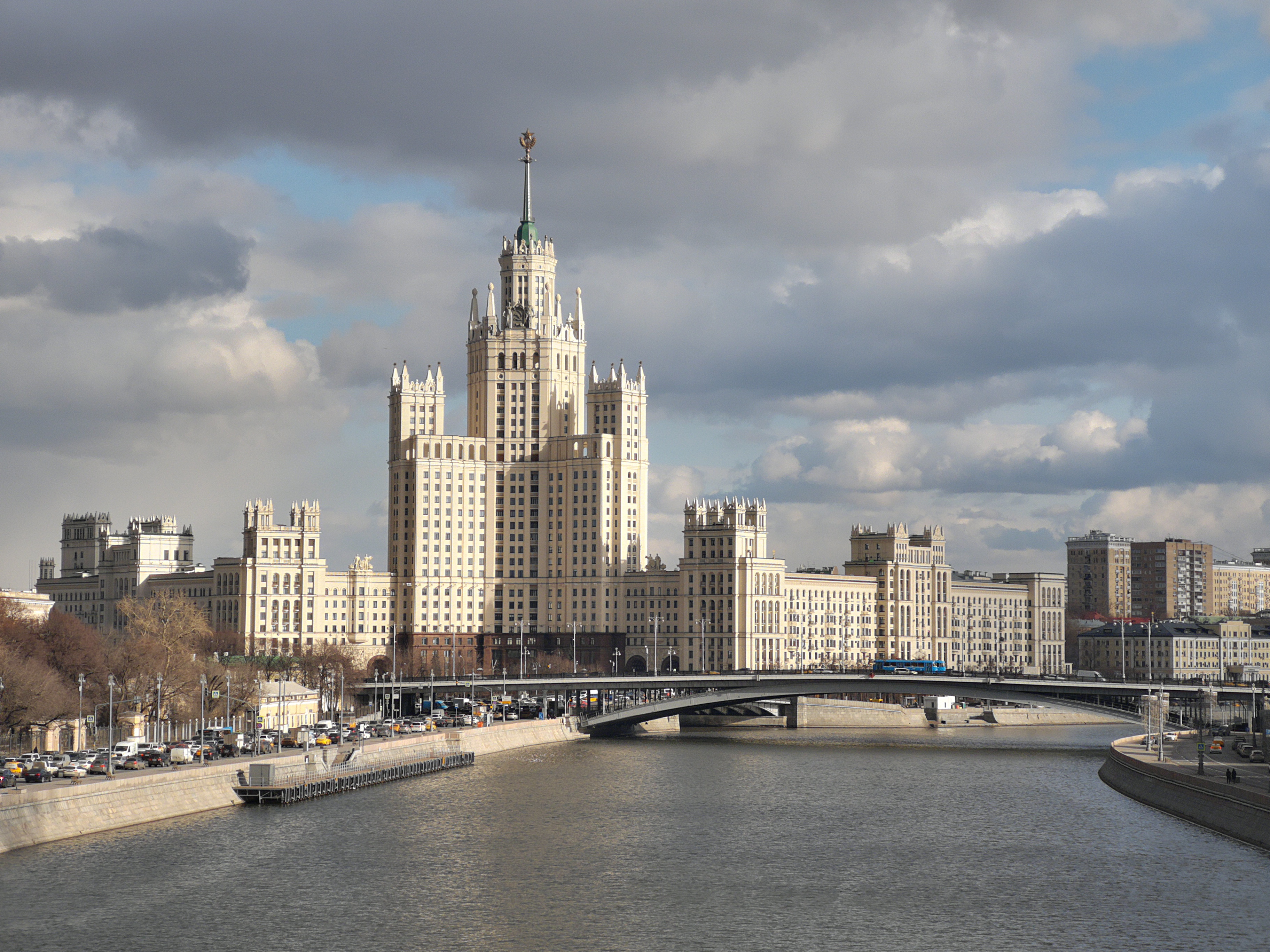
Вид на Жилой дом на Котельнической набережной

Проект высотного и второго бокового корпуса также разработали архитекторы Чечулин и Ростковский. Оба они получили в 1948 году Сталинские премии за выполненную работу. Ростковский получил премию второй степени за проектирование дома на набережной, а Чечулин удостоился награды первой степени за разработку высотного здания в Зарядье, которое так и не было построено.
Строительство велось высокими темпами, при этом в процессе работы в изначальный план постоянно вносились коррективы. Сопоставляя воспоминания свидетелей и анализируя косвенные данные, современные историки приходят к заключению, что непосредственным куратором всех работ был лично Сталин. Так, в 1949 году Ростковский написал:
Рассматривая первые эскизы дома, выполненные ещё два года назад, и сравнивая их с окончательным проектом здания, вновь и вновь убеждаешься в том, что только в результате огромной помощи, оказанной авторам проектов, только в результате неоценимых по значению руководящих указаний партии и правительства оказалось возможным успешно справиться со сложнейшими творческими задачами, которые были выдвинуты перед советскими архитекторами в связи с проектированием многоэтажных зданий столицы.
Историки полагают, что в рамках сталинской модели управления под словом «правительство» подразумевался непосредственно Секретарь ЦК ВКП(б).

### Строительство высотки

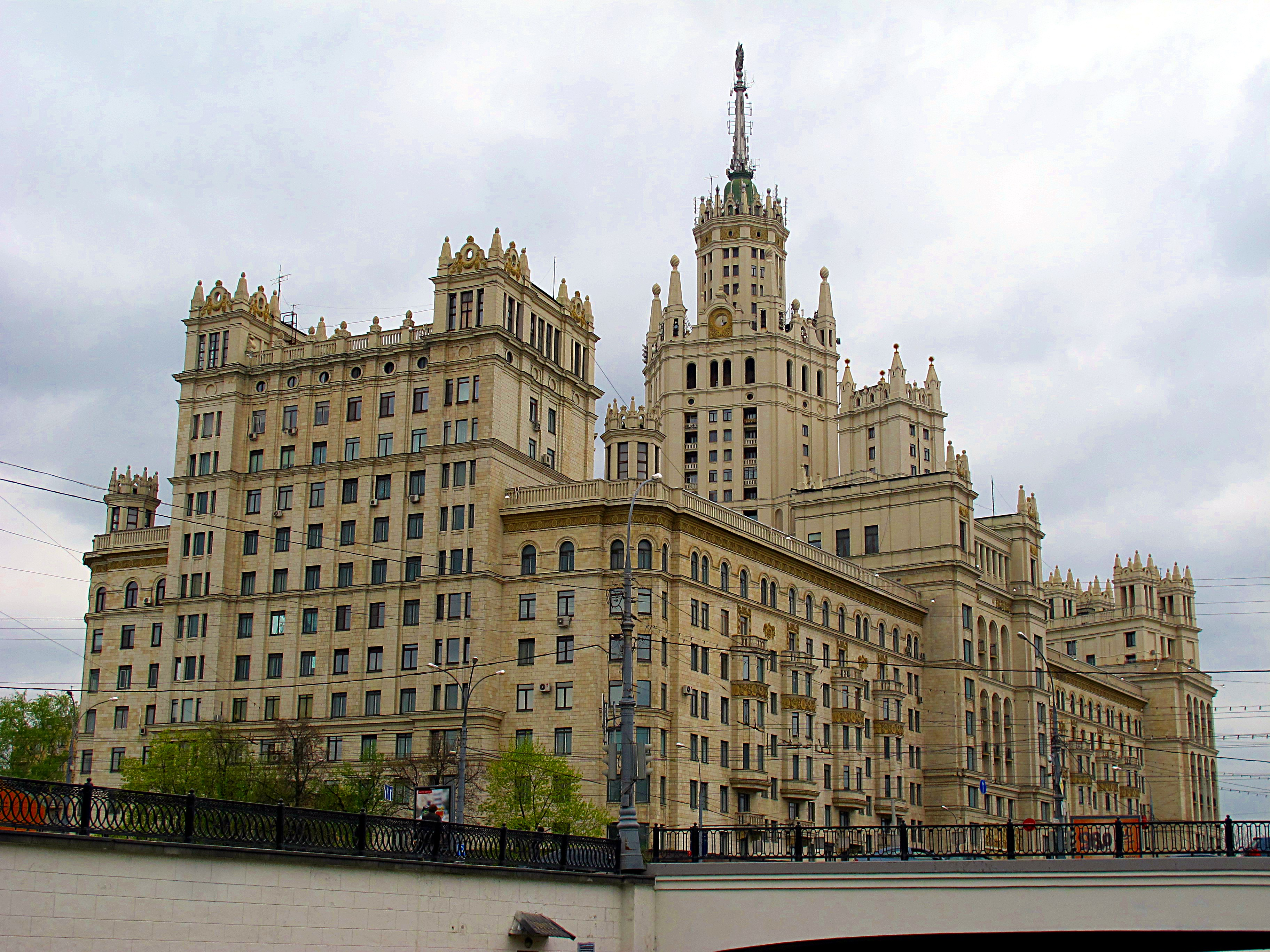
Крупный вид одного из корпусов высотки, 2011 год

В окончательном плане здание вместе с боковыми корпусами и прилегающей территорией расположилось на площади, где прежде существовали четыре переулка: Курносов, Свешников, Большой и Малый Подгорные. Хотя расположенные здесь строения не представляли культурной ценности, высотное здание закрыло вид со стороны реки на историческую застройку Вшивой горки.
В ходе строительства всех сталинских высоток инженеры столкнулись с многочисленными проблемами. Во-первых, слабые московские грунты — супеси, пески, суглинки — не подходят для строительства высоких тяжёлых зданий. Чтобы решить эту задачу, пришлось создавать массивные дорогостоящие фундаменты. Во-вторых, у отечественных специалистов отсутствовал соответствующий опыт, поэтому учиться им приходилось непосредственно на строительной площадке. В-третьих, в стране отсутствовала необходимая техника.
Закономерно, что создание небоскрёбов стимулировало развитие строительной промышленности. Поскольку высотные дома возводились из монолитного железобетона с использованием готовых плит, в Люберцах и Кучине были созданы соответствующие заводы. Конструкторы П. П. Велихов, И. Б. Гитман и Л. Н. Щипакин разработали башенные краны УБК, максимальная грузоподъёмность которых составляла 15 тонн. Машина поднимала сама себя с этажа на этаж по мере роста здания. Строители начали использовать новые стеновые материалы, например, «многодырчатые» кирпичи и пустотелые керамические камни, которые выпускало предприятие в селе Кудиново.
Скорость работ обеспечивалась в том числе использованием труда заключённых, что было не исключением (подобный пример был при строительстве высотки МГУ). Согласно данным, опубликованным организацией «Мемориал», в строительстве дома на Котельнической набережной в 1948—1954 годах принимали участие заключённые ГУЛАГа. Вплоть до 1953-го тюремный лагерь находился непосредственно на строительной площадке, а последний год заключённых возили из лагеря, расположенном в Заморинском переулке. Не исключено также, что арестанты работали на строительной площадке и в 1930-х.
В Музее истории ГУЛАГа хранится дверной наличник, на внутренней стороне которого надпись: «Астахов Иван Емельянович Год рождения 1896 осуждён по указу на 10 годов отделывал высотный дом Вот как мы жили в стране». По воспоминаниям жительницы дома С. Н. Перовской, когда она въехала в 1954 году, на окнах 5-го и 8-го этажей, где были большие карнизы, «стояли решётки, чтобы не могли выбраться заключённые». Факт работы заключённых породил немало легенд дома, например, что на стёклах верхних этажей здания сохранились выцарапанные надписи «строили зеки», это же говорят о технических этажах и в подвалах: «строили ЗЭКи» и «10 отряд», что заключённые позировали для барельефов и что был побег с верхних этажей на фанерных крыльях.
«Лагерное отделение № 4» по адресу Котельническая набережная, 1/15 было создано приказом от 22 июня 1948 года. В лагере содержались мужчины и женщины. Они жили в бараках и палатках. Согласно заявлению начальника лагеря, сделанному в начале 1949-го, запланированная вместимость — 2200 человек, а фактическое среднее значение — 1602 человека. Для обеспечения охраны лагерь и стройку огораживал забор высотой до 3 метров, поверх которого было натянуто пять линий колючей проволоки. Перед забором существовала полутораметровая предупредительная зона, где было запрещено находиться любому человеку. Параллельно с 4-м отделением с того же года действовал лагерь заключённых на Лихоборском строительном заводе, где производились стройматериалы для высотного здания. До лета 1951-го на стройке работали и военнопленные, которых называли «спецконтингент».

Вид с Парящего моста в парке Зарядье

### Заселение
Первые жители стали заселяться в новые корпуса в 1953 году. Хотя в хрущёвское время здание и архитекторов подвергли критике, государство выделяло квартиры известным деятелям искусства и науки, что подчёркивало элитарный статус высотки. В разное время в доме проживали актрисы Фаина Раневская, Клара Лучко, Нонна Мордюкова, Лидия Смирнова, актёры Михаил Жаров, Борис Новиков, Александр Ширвиндт, певица Людмила Зыкина, балерина Галина Уланова, поэты Александр Твардовский, Андрей Вознесенский, Евгений Евтушенко, писатели Василий Аксёнов и Константин Паустовский, композитор Никита Богословский, документалист Роман Кармен.
Хотя Чечулин и подвергся опале после смерти Сталина, он тоже получил ключи от квартиры в спроектированном им доме. Впрочем, квартира находилась на первом этаже, то есть была не самой престижной.
Значительное число квартир, особенно в корпусе А, получили чиновники НКВД-МВД — ведомства, курировавшего строительство здания. В корпусах Б и В заселили физиков-ядерщиков, которые работали под начальством бывшего наркома внутренних дел Лаврентия Берии.
В конце 1990-х в доме поселился автор-исполнитель песен в жанре русский шансон Вилли Токарев. По его мнению, «В доме есть все необходимое: почта, банк, ателье, магазины, массажные салоны, ресторан, уникальная детская площадка, подобной которой нет нигде в Москве. По всей длине внутреннего двора проходят ряды крытых гаражей, построенные ещё в военное время. Сейчас на их крыше расположилось футбольное поле. Неподалёку находится теннисный корт и баскетбольная площадка». Токарев отмечает и особый микроклимат дома: «с одной стороны высотки течет Москва-река, с другой — Яуза. Летом проявляется парниковый эффект: вода испаряется и тем самым препятствует проникновению пыли в окна дома. Именно поэтому у меня окна всегда чистые».

### Оценка здания

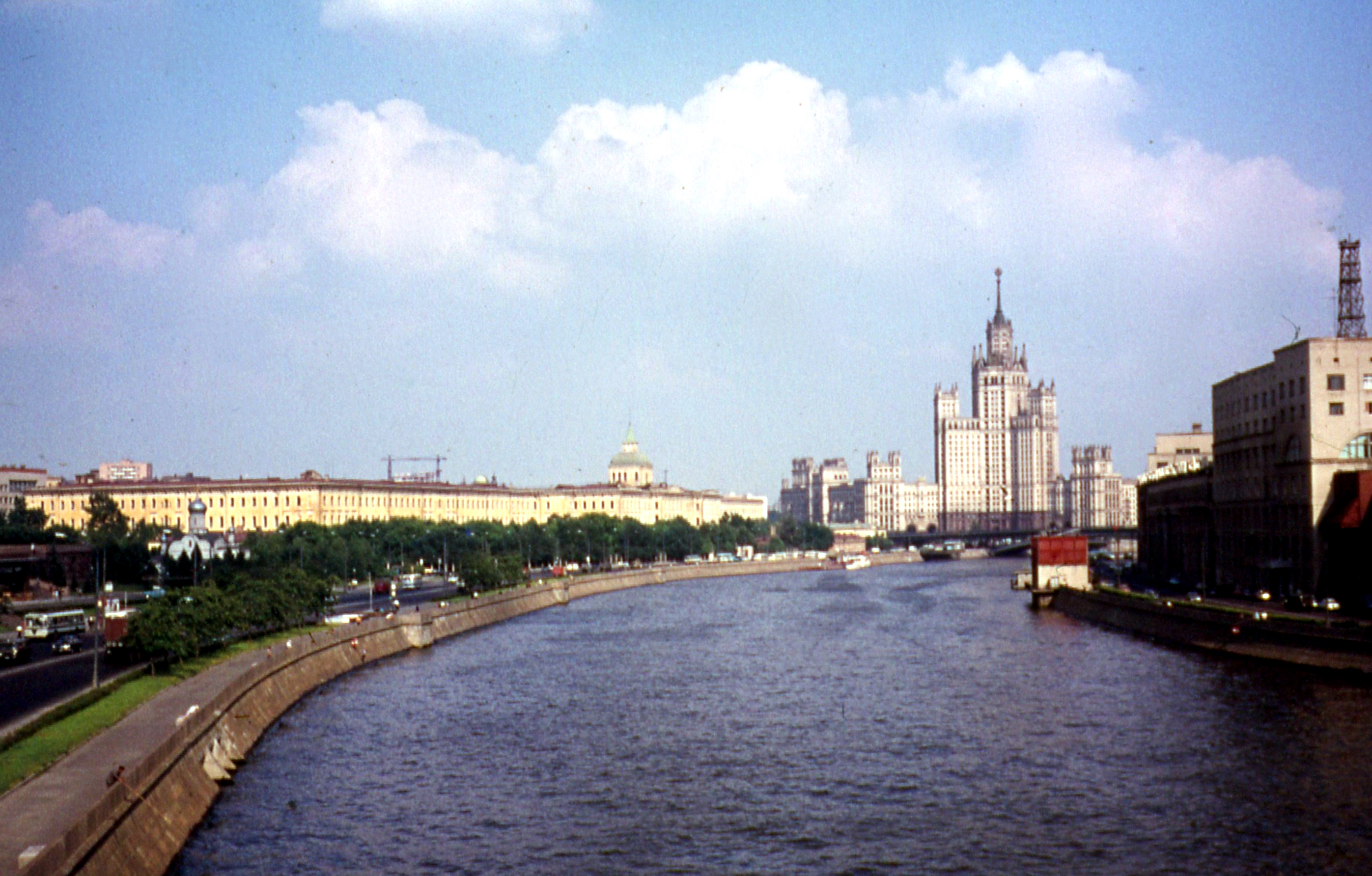
Вид на высотку, 1973 год

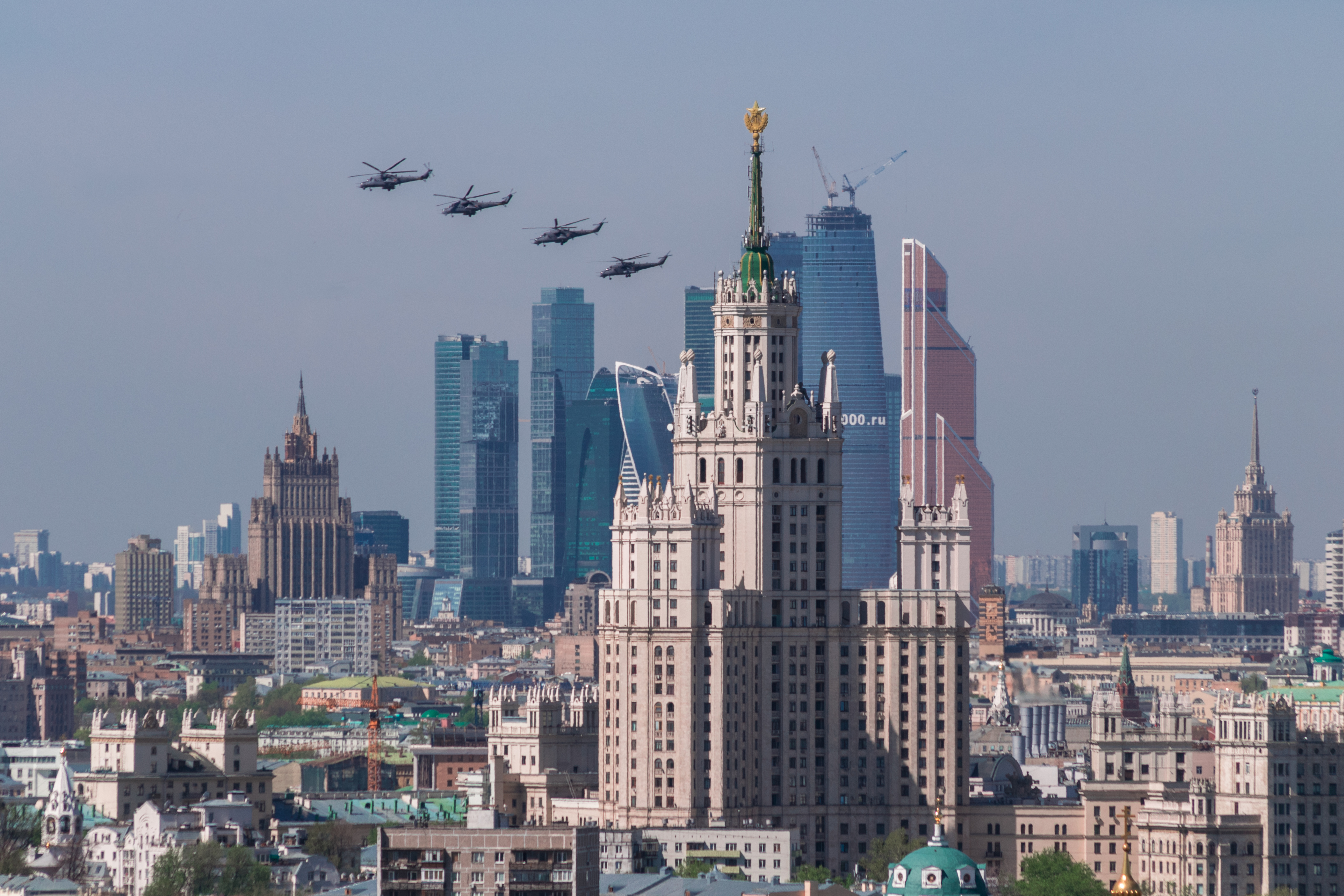
Вид на высотку и комплекс Москва-Сити, 2015 год

Оценка высотки менялась в зависимости от исторического периода. В сталинское время, в 1953-м, была опубликована книга архитектора Вячеслава Олтаржевского «Строительство высотных зданий в Москве», в которой подробно описан каждый небоскрёб, а характеристика дома на Котельнической набережной получилась очень эмоциональной. По мнению автора, здание является «одной из ярких иллюстраций заботы партии и правительства о трудящихся, проявлением сталинской заботы о человеке».
Дмитрий Чечулин в автобиографии «Жизнь и зодчество» сравнил сталинские высотки с лучшими образцами классической русской архитектуры:
Они [небоскрёбы] одеты в белокаменный наряд, их башни, увенчанные ажурными переплётами арок, устремлены ввысь, как шатровые крыши древнего Кремля, а весь облик соответствует нашей русской природе, близок её поэтическому характеру… Неудивительно поэтому, что высотные здания слились с историческим силуэтом Москвы.
С приходом к власти Первого секретаря ЦК КПСС Никиты Хрущёва отношение правительства к дорогостоящим нетипичным постройкам кардинально меняется. В 1954—1957 годах проводился ряд публичных мероприятий, направленных на «выявление ошибок» при проектировании и строительстве в послевоенное десятилетие. Главным лозунгом кампании стала «борьба с украшательством», что и было, по мнению партийного руководства, одной из причин высоких затрат на создание сталинских высоток. 4 ноября 1955 года ЦК КПСС и Совмин СССР издали Постановление «Об устранении излишеств в проектировании и строительстве». В числе лиц, якобы виновных в дорогом и неправильном строительстве, в документе назван и Дмитрий Чечулин.
В 1984 году историк архитектуры Андрей Иконников отметил неудачность стилистического оформления здания. По его мнению, нельзя признать удачными и облицовку нижних пяти этажей гранитом, которые должны производить ощущение мощного цоколя, и «чудовищно огромные обелиски». Однако Иконников отмечает, что «силуэт здания вписался в сложившийся архитектурный ландшафт центра Москвы».

## Современность

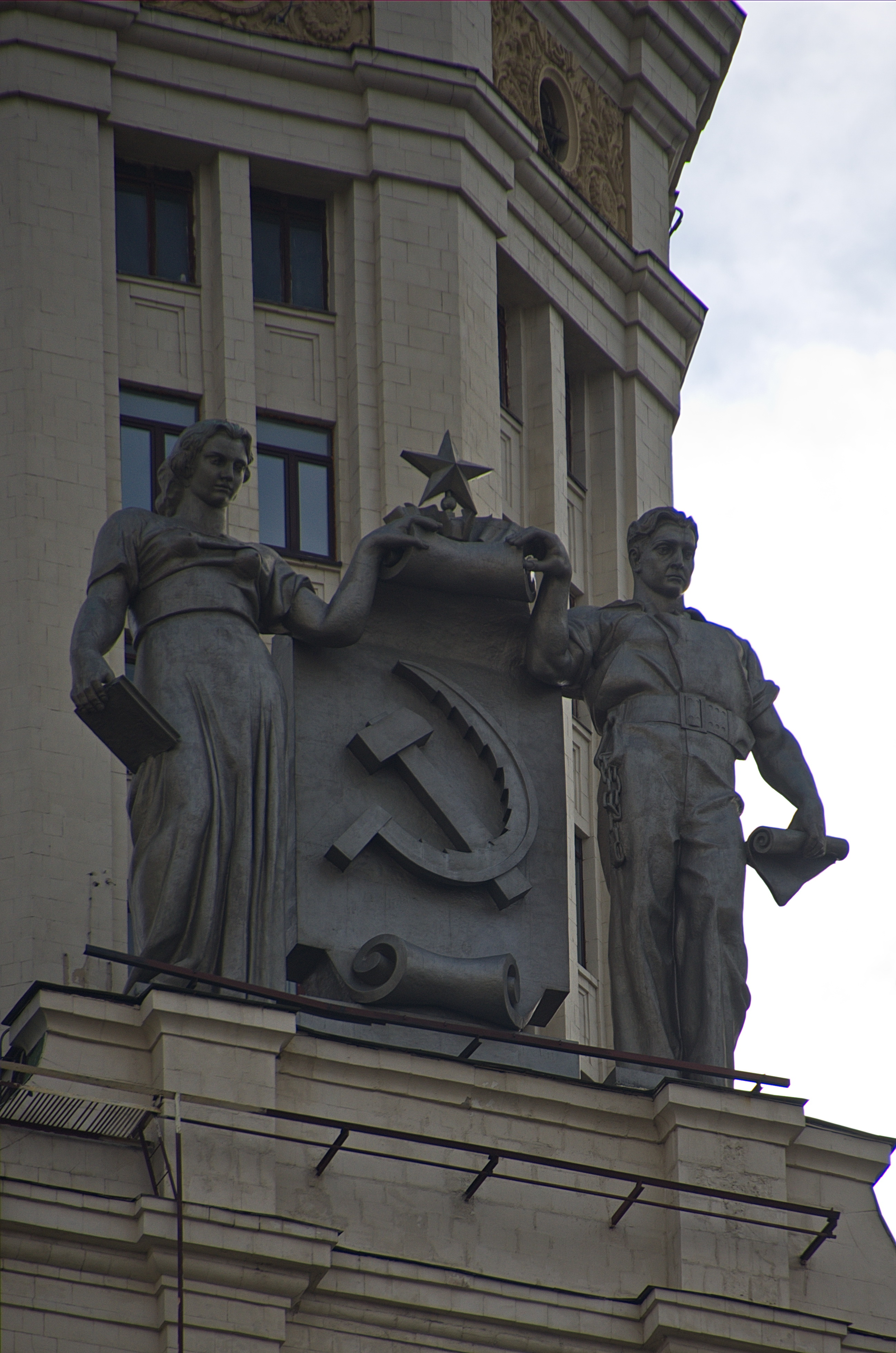
Скульптура комсомольцев, 2015 год

### Модернизации
В XXI веке дом на Котельнической набережной сохранил статус престижной недвижимости. Цена квартир в высотке достигла рекордного уровня. Новые жильцы стали проводить перестройки помещений без согласований с контрольными организациями, что стало причиной нескольких аварий. В январе 2017 года в одной из квартир на восьмом этаже произошла утечка горячей воды из трубы, установленной без согласования с эксплуатирующей организацией. В результате протечки пострадала музей-квартира Улановой, открывшийся в 2004 году: были повреждены библиотека, мебель и коллекция графики, принадлежавшие балерине. В октябре того же года жители провели митинг, чтобы обратить внимание властей на незаконные работы. По их заявлению, один из жильцов на одиннадцатом этаже построил персональный лифт, из-за чего появились трещины в расположенных ниже квартирах.
В 2015 году мэрия Москвы объявила тендер на проведение капитального ремонта высотного здания на Котельнической набережной, для чего из городского бюджета планировалось выделить 3,36 млрд рублей. После определения подрядчика предполагалось, что все работы будут завершены до 31 декабря 2017 года. Работы включали реставрацию фасадов и интерьерных росписей, замену электропроводки, установку нового лифтового оборудования, модернизацию системы мусороудаления. В январе 2018 года стало известно, что ремонтные работы продлятся на полгода дольше запланированного.
В середине 2016 года стало известно, что генеральный подрядчик фасадных ремонтных работ ФГУП «Атэкс», принадлежащий Федеральной службе охраны, заключил контракт с фирмой «Стройфасад», принадлежащей холдингу арестованного петербургского миллиардера Дмитрия Михальченко. Также выяснилось, что в ходе реставрации было нарушено законодательство в сфере охраны памятников: советские входные двери со стороны двора заменили на новые.

### Дело о покраске звезды

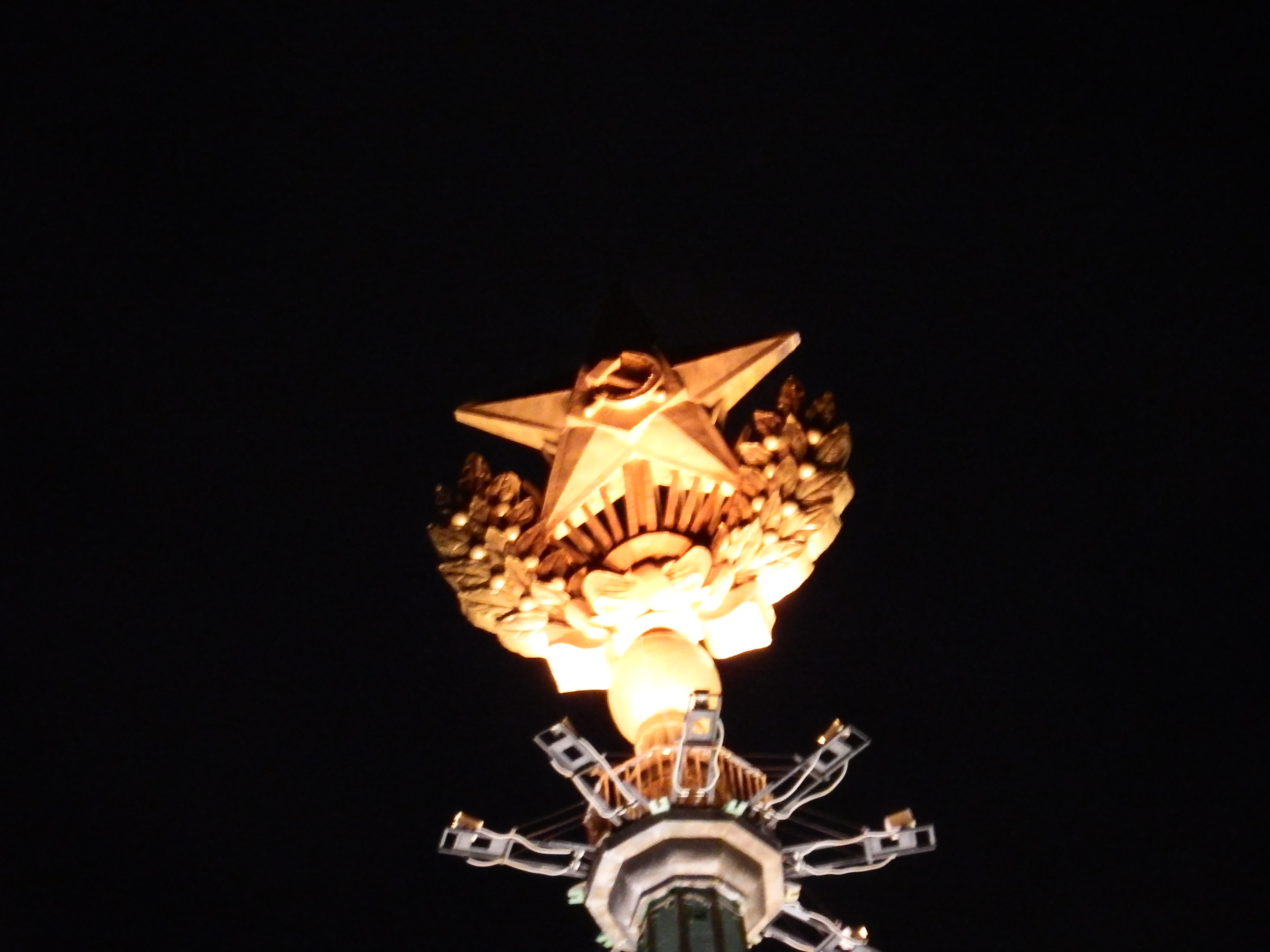
Звезда на шпиле ночью

20 августа 2014 года, во время конфликта на востоке Украины, на шпиле высотки был замечен украинский флаг, который провисел там около трёх часов. Тогда же половина звезды, венчающей шпиль высотки, была покрашена в голубой цвет, из-за чего она приобрела расцветку украинского флага. По данному случаю, охарактеризованному как вандализм, было возбуждено уголовное дело, позже переквалифицированное в хулиганство. По подозрению в причастности полиция задержала четырёх граждан России.
26 августа появилась информация, что украинский руфер Павел Ушивец, известный под именем Mustang Wanted, продал фотоматериалы с высотки на набережной телеканалу LifeNews за 5000 долларов, а деньги обещал направить батальону «Донбасс». 11 сентября Таганский суд Москвы объявил о заочном аресте и международном розыске Ушивца по делу о вандализме и хулиганстве. Глава МВД Украины Арсен Аваков, получив запрос на выдачу Павла Ушивца российскому отделению Интерпола, отказал на своей странице в фейсбуке. Также он написал, что Павел якобы выполнял в Москве секретное задание, за что был награждён именным оружием. В подтверждение была выложена фотография Ушивцева с пистолетом в руках.
Судебный процесс над пятерыми обвиняемыми по данному делу завершился 10 сентября 2015 года. Таганский суд Москвы приговорил руфера Владимира Подрезова в пособничестве неустановленному лицу — предположительно Ушивцу — в вандализме и приговорил к 2 годам и 3 месяцам лишения свободы, остальные фигуранты-бейсджамперы, совершившие прыжок с высотки после покраски звезды, были оправданы, поскольку сговор был не доказан. 17 декабря Мосгорсуд смягчил наказание Вадиму Подрезову, заменив его на ограничение свободы на 2 года и 10 месяцев, а также подтвердил оправдательный приговор остальным фигурантам.

### Квартира Шувалова

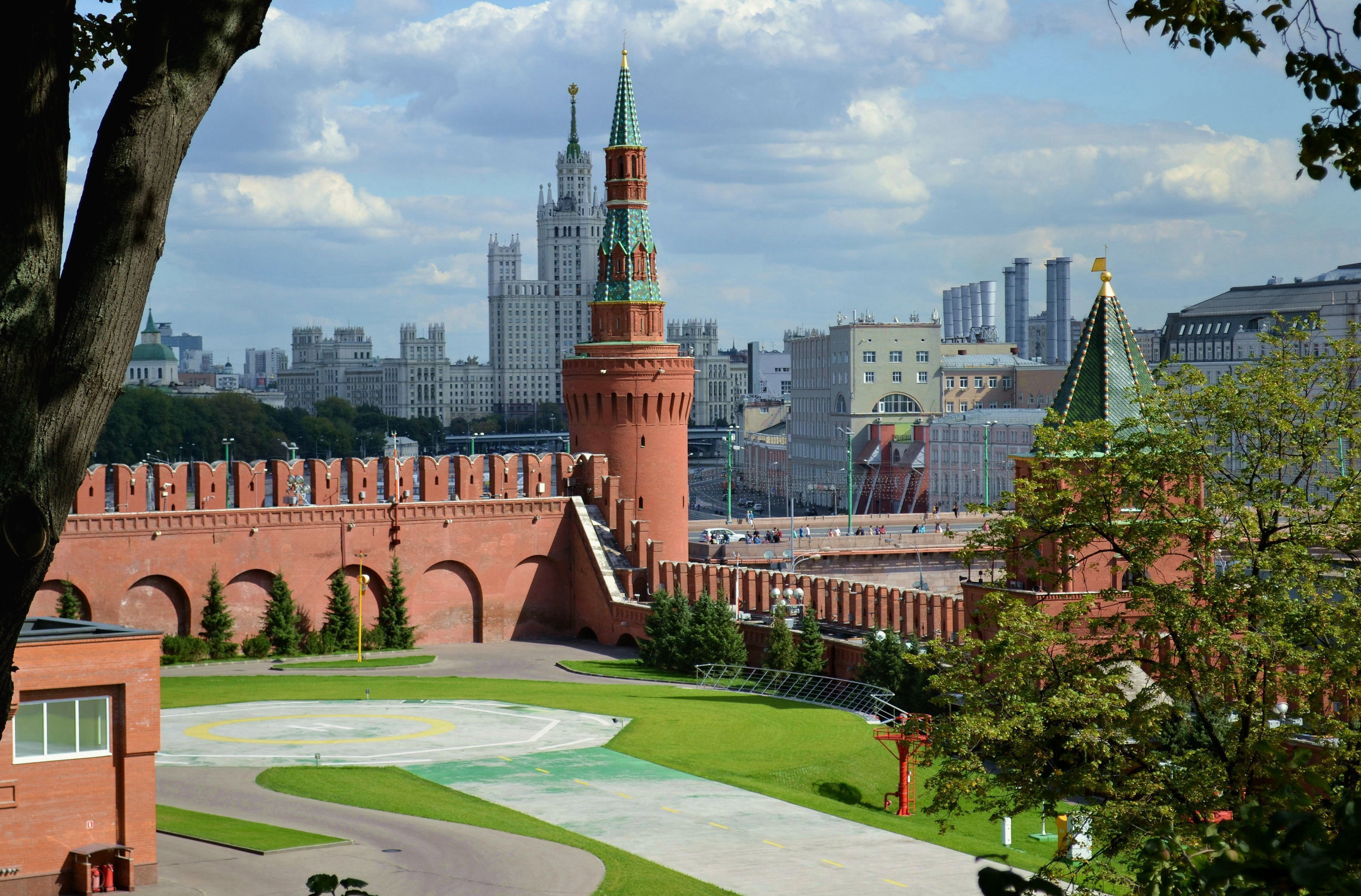
Вид на Беклемишевскую башню и высотку из Тайницкого сада Кремля, 2014 год

В июле 2016 года руководитель Фонда борьбы с коррупцией Алексей Навальный обвинил первого заместителя председателя правительства Игоря Шувалова во владении десятью квартирами общей площадью более 700 м² на 14-м этаже здания, рыночная стоимость жилья оценивается более чем в 600 млн рублей. Согласно расследованию, квартиры приобретались с 2014 года юристом Сергеем Котляренко, знакомым с Шуваловым со времён работы в Росимуществе и администрации президента. Навальный предположил, что в дальнейшем имущество будет передано в собственность одной из компаний Шувалова, как это уже было сделано с тремя другими купленными им квартирами в Москве. Неделей позже Навальный рассказал о возможных планах владельца присоединить к квартирам вестибюль и заявил о связи капитального ремонта здания со скупкой квартир для Шувалова. Ремонт жилых зданий, на который была выделена рекордная сумма, согласно законодательству ведётся исключительно за счёт регионального фонда капремонта.

### Офис Лисина
В апреле 2019 года российские СМИ опубликовали информацию, что миллиардер Владимир Лисин якобы продает одну из самых больших и дорогих квартир в Москве в высотном доме на Котельнической. По их данным, на продажу за 900 миллионов рублей выставлена пятиэтажная квартира площадью 873 квадратных метра. На сайте Сотбис действительно была выставлена такая квартира с 15 комнатами, 12 ваннами за 14 000 000 $. Однако официальный представитель бизнесмена заявила, что Лисин не имеет пятиэтажной квартиры, а его рабочий офис в здании на Котельнической не выставлен на продажу. По данным Росреестра, у Лисина действительно есть нежилое помещение в этом здании площадью 931 м², оно занимает 8 этажей и антресоль.

## Особенности высотки

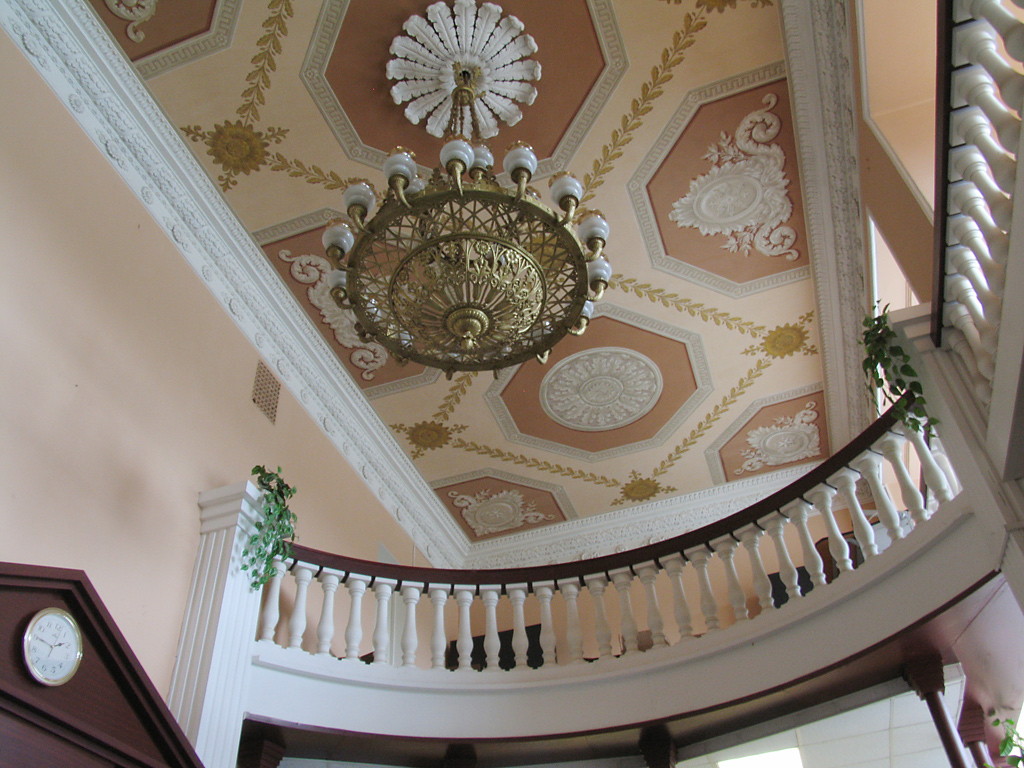
Интерьер в холле высотки, 2007 год

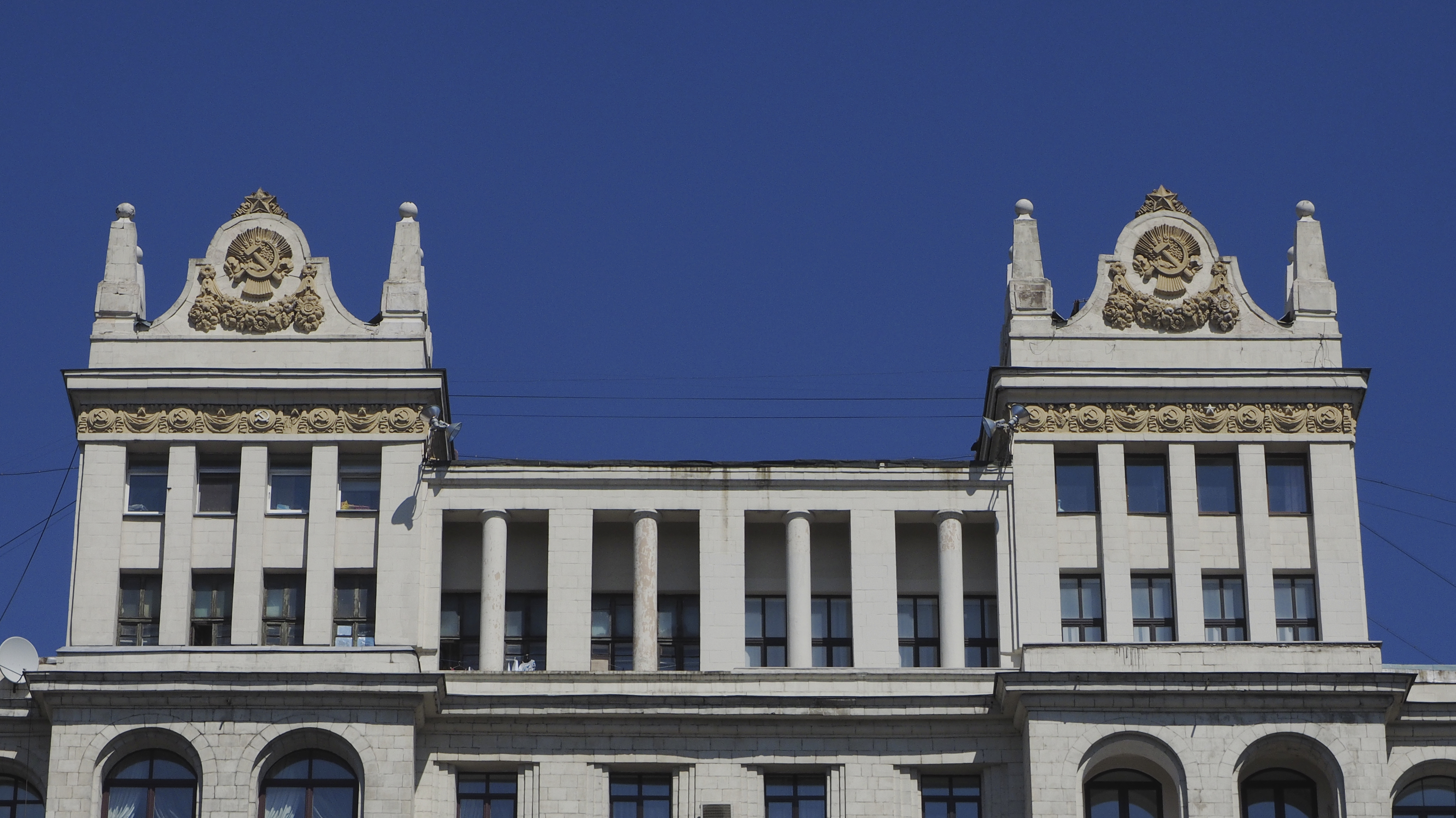
Деталь речного фасада, постройка 1940 с послевоенными переделками, 2014 год

Тараканы в высотном доме –

бог не спас,

Моссовет не спас.

Все в трагической панике –

кроме тараканов,

штурмующих нас.

Адмиралы и балерины,

физик-атомщик и поэт

забиваются под перины,

тараканоубежища нет.

На столе у меня ода –

тяжкий труд,

а из мусоропровода

гости прут.

Только Зыкина запела,

с потолков

подпевать пошла капелла

прусаков.

Композитор Богословский

взял аккорд,

а на клавиш вспрыгнул скользкий

рыжий чёрт …
Высотка, г-образная в плане, состоит из трёх корпусов: центрального, в котором насчитывается 32 этажа, и двух боковых высотой в 8—10 этажей. Особенностью центрального корпуса является планировка в виде трёхлучевой звезды, один луч которой направлен в сторону двора. Герб, венчающий шпиль здания, расположен на высоте 176 м.
Оформление типично для сталинского ампира. На прилегающей к дому территории был создан сквер с клумбами и фонтанами. Нижние пять этажей облицованы розовым гранитом, остальное здание — керамическими блоками. Высотка украшена скульптурными группами. На одном монументе скульптор по неизвестной причине изобразил комсомолку в разорванном платье, где видно пышную грудь.
В отделке жилых помещений и вестибюлей использовался мрамор, ценные породы дерева, цветные металлы. В центральном корпусе было установлено 10 лифтов, отделанных похоже. Холл высотки украшен барельефами и потолочными росписями, на которых изображены счастливые советские граждане.
В жилом доме был создан уникальный для советского времени уровень обслуживания. Непосредственно в здании действовали бюро заказов и бытового обслуживания проживающих, а также четыре магазина. В центральном корпусе было помещение для хранения колясок и велосипедов. Под внутренним двором находится подземная парковка на 212 машиномест.
С середины 1950-х в здании действовал кинотеатр, первоначально носивший имя «Знамя». В 1966-м его переименовали в «Иллюзион», тогда же и адаптировали под показ фильмов из Госфильмфонда. В высотке проживали сотрудники НКВД, партийная элита и множество советских деятелей искусства. В репертуаре кинотеатра были фестивальные зарубежные фильмы, фактически, избежавшие цензуры.
Изначально в доме насчитывалось 540 квартир, из которых в высотном объёме — 344, в том числе 7 однокомнатных и 13 четырёхкомнатных. По аналогии с доходными домами царского времени в сталинской высотке существовали выходы из квартир на «чёрную» лестницу. Как и в других высотках, в доме были реализованы передовые инженерные сети. В доме функционировала и обычная вентиляция, и централизованная система кондиционирования. Воздух с улицы поступал в квартиры круглый год, проходил специальные фильтры, нагревался или охлаждался до нужной температуры. В стены была вмонтирована централизованная система пылеудаления: пыль собиралась с помощью шлангов и попадала в фильтрующие станции, откуда её сбрасывали в канализацию, а очищенный воздух попадал на улицу. А для отопления в подвальных помещениях были установлены бойлеры.
Во всех квартирах на кухнях были установлены электрические холодильники, встроенная мебель, мойки с дробилкой для уничтожения крупных отходов. Непосредственно на кухнях были установлены люки мусоропровода. Именно это конструктивное решение вскоре после ввода дома в эксплуатацию стало источником крупных неудобств: дом был поражён тараканами, из-за этого жильцы постепенно стали заваривать металлические люки. Электрическая проводка здания создавалась с расчётом актуальных на тот момент нагрузок, поэтому в двухкомнатных квартирах существует всего три розетки, причём ни одной на кухне. По современным стандартам, в межэтажных перекрытиях недостаточное количество звукоизолирующих материалов. Современные жильцы отмечают высокую слышимость из квартир сверху.

## Высотка в культуре
- В романе «Москва Ква-Ква» 2006 года Василия Аксёнова главная героиня романа, 19-летняя студентка МГУ Глика Новотканная, живёт со своей семьёй в доме на Котельнической набережной. Здесь же, по замыслу автора, находится секретное убежище, где погибает Сталин[50].
- Высотка упоминается в романе Людмилы Улицкой «Медея и её дети». Персонаж романа пытается покончить с собой после того, как «с седьмого этажа выбросилась молодая девушка, дочь знаменитого авиаконструктора»[51].
- О здании есть строки в песне Гарика Сукачёва «Ночной полёт»[52]:

А когда отступит страх, на секунду, в миг короткий, Я как взмою на крылах над бульваром и высоткой.
И, над Яузой летя, звонко свистнув что есть мочи, Пронесусь дугой, шутя — в чёрной ночи, между прочим…

- В фильме «Покровские ворота» персонаж Олега Меньшикова приходил в здание на Котельнической набережной знакомиться с родителями любимой девушки[18].

- Здание появлялось также в фильмах «Москва слезам не верит» (в котором один из персонажей, находясь в квартире в этом доме, упоминает А. Вознесенского, Р. Рождественского и Е. Евтушенко, которые также являлись жильцами дома), «Любовь» (1991), «Брат-2», «Стиляги», «Домовой» и в сериалах «Бригада» и «Красная королева»[10].
- В фильме «Каникулы Кроша» в доме живут главные герои — Сергей Крашенинников и искусствовед Владимир Лесников. Также в магазине, который расположен на первом этаже, работает одна из героинь фильма Зоя.
- В фильме «Московские тайны. Семь сестер» действие происходит вокруг квартиры в доме на Котельнической набережной.
- Все действие фильма Александра Поженского «Про жену, мечту и ещё одну…» происходит в доме на Котельнической набережной, где фильм и снимался, в реальной квартире и интерьерах здания.
- Персонаж сериала «Две судьбы» Олег Хлебников живёт с матерью в высотке на Котельнической набережной.
- В фильме «Долгий путь домой» главные действия происходят в высотке на Котельнической.
- В фильме «Московский романс» действие происходит в высотке на Котельнической, квартиру в которой по сюжету получает в наследство главная героиня. Кроме того, присутствует отсылка к фильму «Москва слезам не верит», а в одной из сцен появляется Александр Ширвиндт, живший в этом доме.
- В сериале "Бригада" в 5-ой серии, друзья подарили главному герою, Саше "Белому" ключи от квартиры, "в высотке на Котельнической набережной".